# Морштын, Ян Анджей
Ян А́нджей Мо́рштын (пол. Jan Andrzej Morsztyn; 24 июня 1621, близ Сандомир, Польша — 8 января 1693, Париж) — польский государственный деятель, дипломат и поэт, стольник сандомирский (1647—1658), секретарь королевский (1656), светский референдарий коронный (1658—1668), подскарбий великий коронный (1668—1683), староста тухольский (1667—1669, 1673—1681), вартовский (с 1661), тымбаркский (1658), ковальский (1658—1672), завихстский (1656), посол Речи Посполитой во Франции (1679). Прадед Станислава Августа Понятовского, последнего короля Речи Посполитой.

## Биография
Представитель польского шляхетского рода Морштын герба «Лелива». Родился 24 июня 1621 года в Рациборско, недалеко от Кракова. Его отец был богатым помещиком и членом общины польских братьев. Корни семьи восходят к немецкой буржуазии, поселившейся в Польше в XIV веке, но уже в то время имевшей польский дворянский титул.
В юности он учился в Лейденском университете и вместе с братом путешествовал по Италии и Франции. После своего возвращения он связался со двором семьи Любомирских и благодаря их покровительству приобрел контакты при королевском дворе. Будучи членом Сейма созыва 1648 года от Сандомирского воеводства, он входил в состав Генеральной конфедерации, созданной 31 июля 1648 года. С 1649 года он был придворным магната Ежи Себастьяна Любомирского, а в 1653 году стал королевским дворянином.
Избирался послом на сеймы 1650, 1652, 1653, 1658 и 1661 годов.
В 1656 году Ян Анджей Морштын начал свою карьеру при дворе в должности королевского секретаря, а с 1658 года — коронного референдария. В 1668 году он получил должность подскарбия великого коронного. За это время он участвовал во многих дипломатических миссиях, в том числе: его подпись стоит под мирным актом Оливского мира. В 1662 году он получил жалованье в размере 9000 франков из казны французского посла в Польской Республике Антуана де Люмбре за поддержку предвыборного плана vivente rege французского кандидата Луизы Марии Гонзаги. В 1661 году на месте родовой усадьбы в районе нынешней Площади Юзефа Пилсудского в Варшаве Ян Анджей Морштын построил двухэтажный дворец в стиле барокко с четырьмя башнями, давший начало Саксонскому дворцу. В 1659 году он женился на Катаржине Гордон (1635—1691), сестре полковника коронных войск Генрика Гордона, фрейлины королевы Марии Луизы Гонзага. Несколько лет спустя он перешёл в католицизм. В 1667—1669, 1673—1681 годах он занимал должность старосты тухольского.
Князь Богуслав Радзивилл в своем завещании, написанном в 1668 году, сделал его одним из двенадцати опекунов своей единственной дочери Людвики Каролины Радзивилл.
В политике он представлял профранцузскую партию. На сейме отречения 16 сентября 1668 года он подписал акт, подтверждающий отречение Яна II Казимира Вазы. После отречения Яна II Казимира в 1668 году он поддержал кандидатуру французского принца Конде на польскую корону. Он был членом Генеральной конфедерации, созданной 5 ноября 1668 года на созыве сейма. Он поддержал избрание на польский трон Михаила Корибута Вишневецкого в 1669 году от Краковского воеводства и подписал его pacta conventa. Он был членом Конфедерации недовольных в 1672 году. Он был членом Генеральной конфедерации, созданной 15 января 1674 года на созыве сейма. В 1674 году поддержал избрание на польский трон гетмана великого коронного Яна Собеского от Сандомирского воеводства. Во время правления короля Яна III Собеского по согласованию с французским королем Людовиком XIV инициировал заговор по его свержению. Его обнаружили и началась подготовка к парламентскому суду по обвинению в государственной измене и использовании государственной казны в личных целях. Хотя Ян Анджей Морштын клялся, что не сбежит за границу, он так и сделал. Он поселился во Франции, где принял гражданство право и занял должность секретаря Людовика XIV (которую он получил, будучи гражданином Речи Посполитой). Во Франции он писал себя как «Jean-André comte de Morstein».
Ян Анджей Морштын скончался в Париже 8 января 1693 года.
У Яна Анджея Морштына было один сын и три дочери:
- Михал Войцех Морштын (ум. 1695), женат на Марии Терезе д’Альбер, графине де Шатовиллен
- Изабелла Эльжбета Морштын (1671—1756), жена князя Казимира Чарторыйского
- Людвика Марианна Морштын (ум. 1730), жена Казимира Людвика Белинского
- Тереза Морштын, приняла монашество.

## Творчество
Увлеченность поэзией приходится на период с 1637 по 1661 год. Ещё в годы учёбы за границей Ян Анджей Морштын проникся идеалами романской культуры и новых эстетических течений, которые позже в его творчестве органично переплетались с чисто национальным колоритом образов и ситуаций, типом юмора, образом мыслей. Его лирика — высшее достижение польского маринизма — сохранилась в 2 рукописных сборниках: «Жара, или песья звезда» (1647 год) и «Февраль» (1661 год), которые были впервые изданы в XIX в.
Морштын также переводил произведения Горация, Торквато Тассо, Джамбатисты Марино, современных итальянских и французских поэтов. Ему польское искусство обязано первыми контактами с французским классицизмом: в 1662 году при королевском дворе была поставлена трагедия П.Корнеля «Сид», переведенная Морштином.

## Стиль
Его лирика отличается необыкновенной легкостью форм, она свободна от перегруженности образами, взятыми из античной мифологии, от риторических наслоений, столь характерных для предшествовавшей ему поэзии. Естественная прелесть лишенного какой-либо надуманности повествования, изысканность описаний, эмоциональная непосредственность, филигранная утонченность стиля сочетаются у Я. А. Морштина с прозрачной гармоничностью композиции. Остроумие, поражающее по глубине мысли и выразительности лапидарность, тонкая игра слов, необычное сопоставление метафор, рождающее яркий образ, виртуозное использование антитезы в сочетании с богатством версификации и разнообразной ритмикой, отражающей динамику мыслей и чувств. образец поэзии польского барокко.
Помимо карьеры в польском суде Морштын известен как ведущий поэт польского барокко и видный представитель стиля маринизма в польской литературе.